# Генріх I (маркграф Австрії)
Генріх I (нім. Heinrich I; помер 1018) — маркграф Австрії (994—1018) з династії Бабенбергів.
Генріх I був сином маркграфа Леопольда I. До його правління належить перша згадка (996 рік) назви Австрія (старо-нім. Ostarrîchi). За Генріха I маркграфство продовжувало укріплюватись та розширюватись на схід за рахунок завойованих в угорців територій. Генріх I воював також із польським королем Болеславом Хоробрим.
Генріх I не був одружений й не мав дітей, австрійський престол успадкував його молодший брат Адальберт.
| Попередник Леопольд I |  | Маркграф Австрії 994—1018 |  | Наступник Адальберт |